# 情報工学部
情報工学部（じょうほうこうがくぶ）は、情報工学を教育研究するために大学におかれる学部の1つである。1986年に九州工業大学が日本初の情報工学部を開設し、2025年現在も国立大学法人で唯一の情報工学部となっている。

## 概要
情報工学を専攻分野とする工学部であり、工学を基盤としていることが強調され、教育や研究の進め方に工学部と同様な特色があるとされている（名前に従った定義上は）。実態としては個々の研究者の個性などに依る所が、名前の違いによる違いなどより大きいであろう。

## 情報工学部をおく大学

### 国立大学
- 九州工業大学

### 公立大学
- 岡山県立大学
- 富山県立大学

### 私立大学
- 福岡工業大学
- 東京都市大学
- 名城大学
- 金沢学院大学（2024年度開設）

## 注
1. ↑  真の実態としては、世界的にはコンピュータに関連する情報処理の中心 and・or 周辺の学術分野を総称する語は「コンピュータ科学」英: Computer Science であり（情報工学科の記事も参照）、日本では工学部・理学部といった名前との整合性として情報工学や情報科学や情報技術という語のどれかが選ばれる、という悪く言えば言葉遊びである。「情報工学」を素直に英訳した information engineering という英語が指すものは、日本で言っている「情報工学」と全く一致しないし（英語版記事 en:Information engineering も参照）、「情報科学」を素直に英訳した information science は「図書館情報学」が library and information science であるように情報学であるし、「情報技術」に至っては「IT」という語が多用されるようになったのは21世紀に入る前後からであって、20世紀には「IT」という語はほとんど使われていなかったのである。[独自研究?]